# 울릉산마늘
울릉산마늘(학명: Allium ulleungense 알리움 울레웅겐세[*])은 수선화과 부추아과 부추속의 여러해살이풀이다. 또 다른 이름 명이나물(茗荑―)은 울릉도에서 춘궁기에 이 식물을 먹고 목숨을 이어갔다는 데서 유래하였다.
맛의 방주에 등재되어 있다.

## 재배 및 관리
이른 봄에 포기나누기로 번식시키기도 하고, 가을에 씨를 받아 파종상자에 바로 뿌리기도 한다. 다음 해 봄에 싹이 난 모종은 5월에 옮겨심거나, 파종상자에서 1년간 더 키운 후 옮겨심는다. 고온다습에 약하므로 물빠짐이 좋은 사질양토의 반그늘에 심는다. 바람이 잘 통하는 곳에서 재배하는 게 좋다. 구근의 수가 잘 늘어나지는 않지만 이른 봄에 눈이 움직이기 시작할 때 포기나누기를 할 수 있다.

## 이용

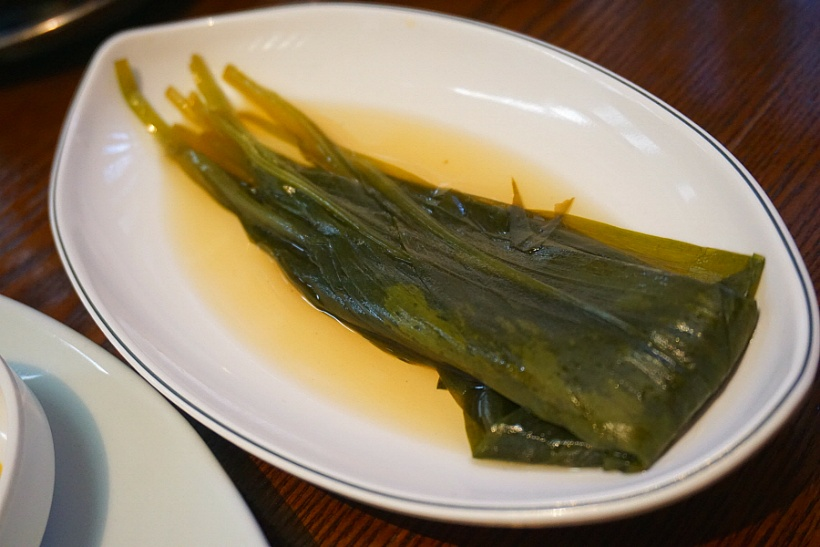
명이 장아찌

한국에서는 잎을 간장에 절여 장아찌를 만들어 먹는데, 흔히 고기와 함께 먹는다.

## 같이 보기
- 산마늘